# トルッカッツァーノ
トルッカッツァーノ（伊: Truccazzano）は、イタリア共和国ロンバルディア州ミラノ県にある、人口約5,800人の基礎自治体（コムーネ）。

## 地理

### 位置・広がり

#### 隣接コムーネ
隣接するコムーネは以下の通り。括弧内のCRはクレモナ県、LOはローディ県所属を示す。
- カッサーノ・ダッダ
- コマッツォ (LO)
- リスカーテ
- メルツォ
- ポッツオーロ・マルテザーナ
- リヴォルタ・ダッダ (CR)

### 地震分類
イタリアの地震リスク階級 (it) では、3 に分類される
。

## 行政

### 分離集落
トルッカッツァーノには、以下の分離集落（フラツィオーネ）がある。
- Albignano, Cavaione, Corneliano Bertario, Incugnate